# The Forged Bride
The Forged Bride è un film muto del 1920 diretto da Douglas Gerrard. Sceneggiato da Hal Hoadley su un soggetto di J.G. Hawks, il film fu prodotto e distribuito dalla Universal Film Manufacturing Company. Di genere drammatico, aveva come interpreti Thomas Jefferson, Mary MacLaren, Harold Miller, Dorothy Hagan, J. Barney Sherry, Dagmar Godowsky, Frances Raymond.

## Trama
Bill Butters, un falsario che sente il fiato sul collo della polizia, esorta la figlia Peggy ad andarsene per non cadere pure lei nelle mani dei poliziotti. La ragazza fugge, mentre Butters viene arrestato e condannato dal giudice Farrell. Nel frattempo, Peggy ha trovato lavoro in un resort sulla spiaggia. Conosce e si innamora di Dick Van Courtland, figlio di una dama dell'alta società e pupillo del giudice. I due si sposano ma Clara Ramerez, che aveva messo gli occhi su Dick, decide di rovinare il loro matrimonio rivelando la vera professione del padre di Peggy. Butters, che vuole aiutare la figlia, quando esce di prigione, falsifica un documento che dichiara che Peggy è la figlia scomparsa del giudice. Ma Farrell, che ha imparato ad amare la ragazza, lascia perdere l'inganno e accetta Peggy come figlia e come moglie di Dick.

## Produzione
Il film fu prodotto dalla Universal Film Manufacturing Company.

## Distribuzione
Il copyright del film, richiesto dalla Universal, fu registrato il 9 febbraio 1920 con il numero LP14734. Distribuito dalla Universal Film Manufacturing Company, il film uscì nelle sale cinematografiche degli Stati Uniti l'8 marzo 1920.
Non si conoscono copie ancora esistenti della pellicola che viene considerata presumibilmente perduta.